# نوفا كاسابا
نوفا كاسابا (بالسيريلية: Hoвa Кacaбa) هي بلدة صغيرة في الجزء الشمالي الشرقي من البوسنة والهرسك. هذه البلدة تقع على الطريق الرئيسي بين بلغراد وسراييفو على طول ضفاف نهر جادار. استقرت المدينة حول مسجد موسى باشا (1643) الذي أُعلن كنصب تذكاري وطني في عام 1951.

## التاريخ
أول ذكر لهذه المدينة يمكن أن يرجع إلى عام 1641، عندما طلب  الصدر التركي الأعظم كارا موسى باشا الحصول على تصريح لبناء مسجد وكاروانسراي في بلدية سنجق البوسنية.
بدأ البناء في 16 سبتمبر 1641 وانتهى في 29 مايو 1643.
والدليل على ذلك موجود في كتب المحفوظات الموجودة في مكتبة غازي خسرو بك:

## الرياضة
للمدينة فريق كرة قدم يلعب حاليا في الدوري.

## الإبادة الجماعية في سريبرينيتسا
البلدية أيضا موقع من مواقع الإبادة الجماعية في سريبرينيتسا عام 1995 التي قُتل ما يقرب من 8000 من البوشناق على يد جيش جمهورية صرب البوسنة. العديد من القادة العسكريين، بما في ذلك الجنرال كرستيتش، أدينوا عن المجزرة من قبل المحكمة الجنائية الدولية ليوغوسلافيا السابقة.

## التركيبة السكانية

### 1991
المجموع: 1042
- المسلمون/البوشناق - 814 (78.12%)
- أخرى - 141 (13.53%)
- الصرب - 76 (7.29%)
- اليوغوسلاف - 11 (1.06%)

### الآن
أعداد قليلة من الناس عادوا إلى هذه المدينة حوالي 50-100 شخص يمثلون حوالي 5-10% من العدد الأصلي للسكان قبل الحرب.